# NGC 3035
NGC 3035 (również PGC 28415) – galaktyka spiralna z poprzeczką (SBbc), znajdująca się w gwiazdozbiorze Sekstantu. Odkrył ją Édouard Jean-Marie Stephan 5 marca 1880 roku. Należy do galaktyk Seyferta.